# 1999 VW49
1999 VW49 är en asteroid i huvudbältet som upptäcktes den 3 november 1999 av LINEAR i Socorro County, New Mexico.
Asteroiden har en diameter på ungefär 5 kilometer och den tillhör asteroidgruppen Koronis.